# Elena-Eugenia di Bulgaria
Elena (in bulgaro Елена?; fl. XII secolo) è stata zarina consorte di Bulgaria, seconda moglie dello zar Ivan Asen I e madre dello zar Ivan Asen II.
I genitori di Elena sono sconosciuti. Il professor Petrov suggerisce che potrebbe essere la figlia del gran principe di Raška Stefano Nemanja. Questa relazione parentale è discutibile e avrebbe causato vari impedimenti canonici ai matrimoni tra i loro discendenti. Molti studiosi ricordano inoltre che Stefano Nemanja ebbe una sola figlia, e le fonti indicano che la ragione dello scontro tra lo zar Asen I e Ivanko di Bulgaria risultava proprio la circostanza che quest'ultimo aveva una relazione con la sorella della zarina.
Elena sposò Ivan Asen I all'età di 13 anni, nel 1186. Dal loro matrimonio nacquero diversi figli, tra i quali Ivan Asen II e Alessandro Asen sebastocratore, signore della regione di Srědec’ e padre di Kaliman Asen II.
Dopo l'assassinio di Ivan Asen I nel 1196, Elena si ritirò in un monastero, dove prese il nome monastico di Eugenia (in bulgaro Евгения?). Dopo il 1218, quando Ivan Asen II salì sul trono bulgaro, ebbe il titolo di zarina madre.
Nel Sinodo della Chiesa Bulgara di lei si legge:
Ad Elena, la nuova e pia zarina, madre del grande zar Ivan Asen, che poi assunse le sembianze di un angelo e fu chiamata Eugenia, eterna memoria
Viene chiamata la "nuova regina" probabilmente perché era la seconda moglie dello zar. La prima moglie di Ivan Asen I, Maria, apparteneva a un'importante famiglia di boiardi, ma non di origine reale.